# San Giovanni in Sugana

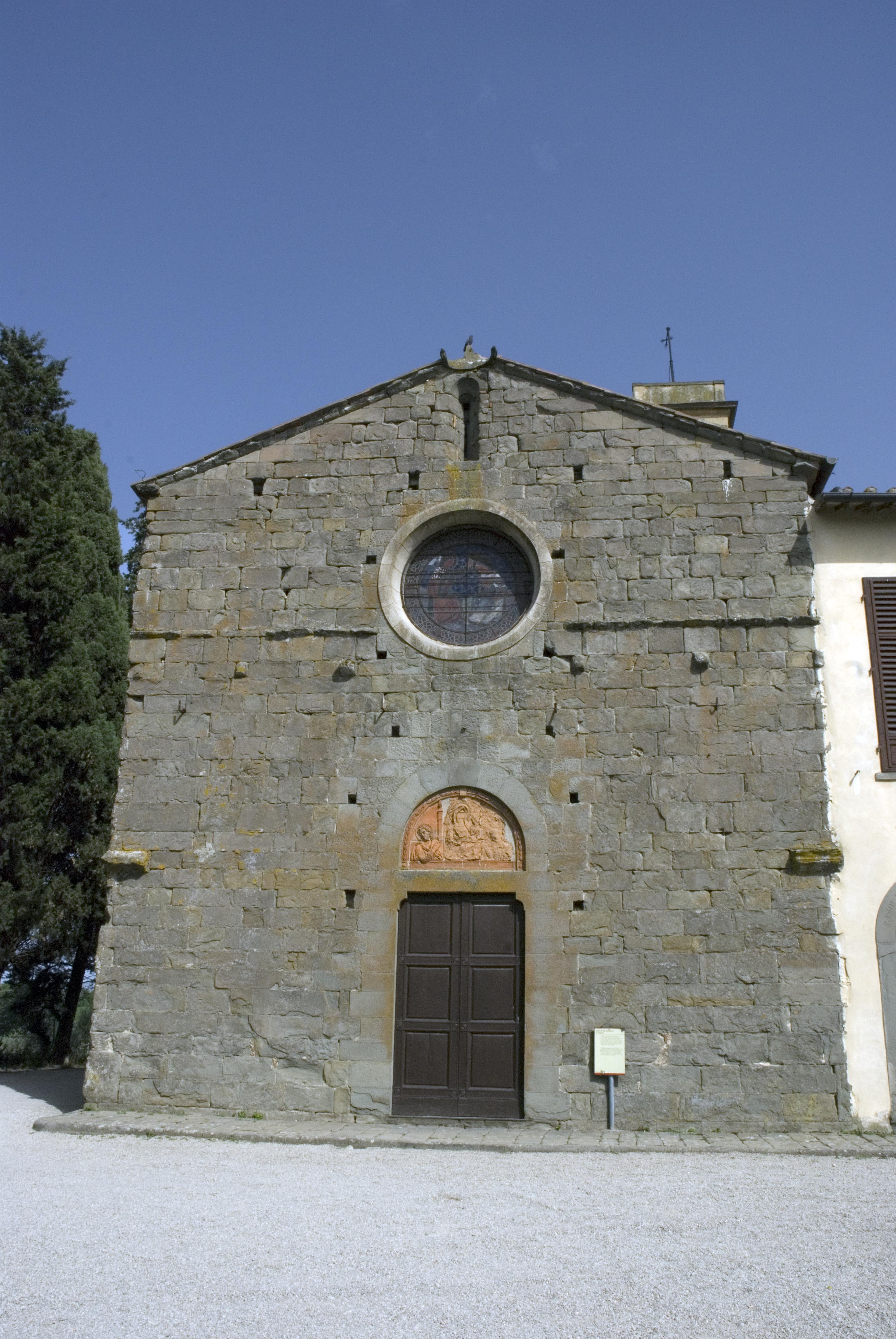
Fassade

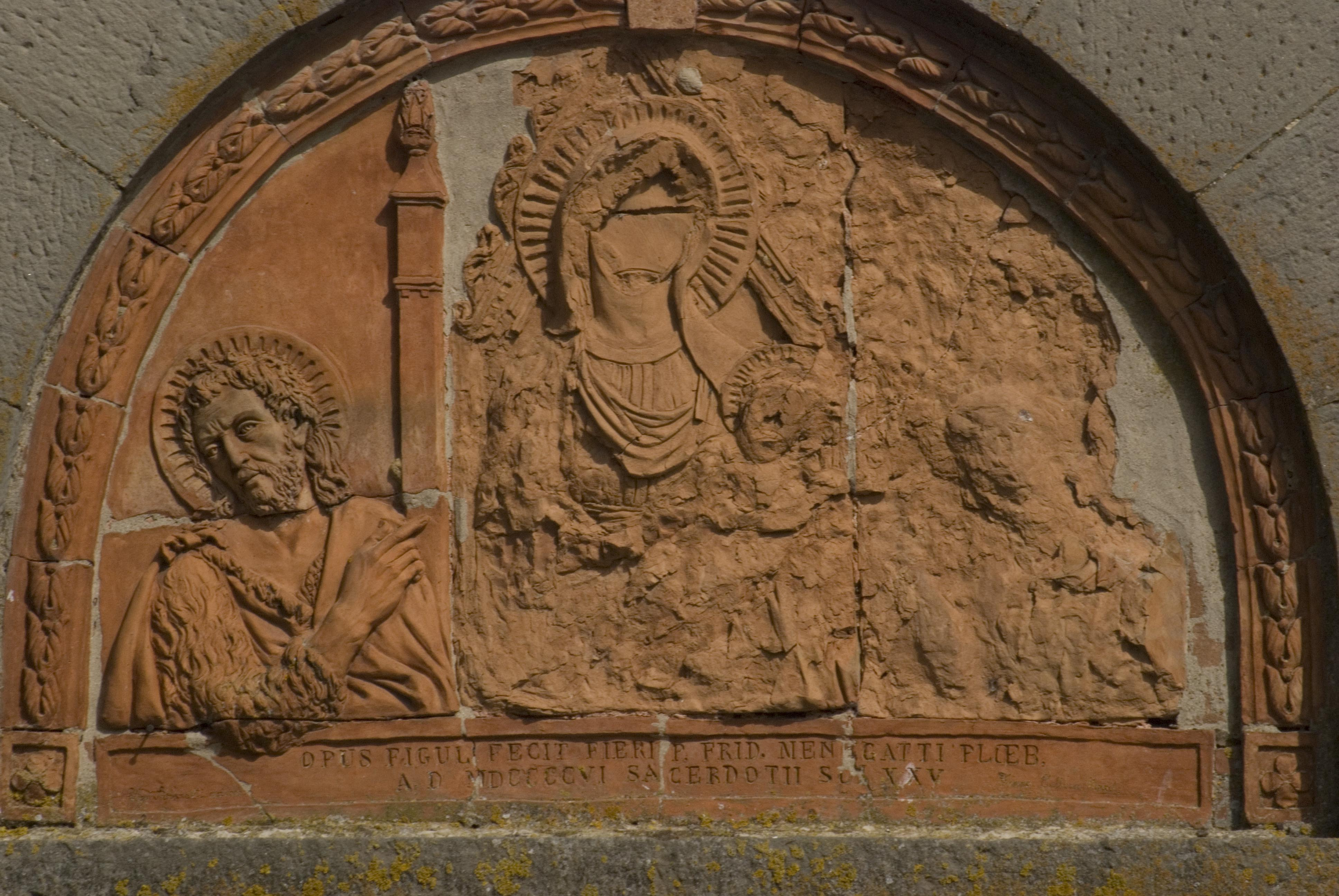
Lunette in der Fassade

San Giovanni in Sugana ist eine spätromanische Kirche in der Gemeinde San Casciano in Val di Pesa. Die Pieve ist Johannes dem Täufer geweiht.

## Lage
Die Kirche liegt ca. 5 km nordwestlich von San Casciano in Val di Pesa, 1 km vor dem Ortsteil Cerbaia in Val di Pesa unweit der Via Empolese (Strada Provinciale SP 12), die von San Casciano nach Empoli führt. 1 km östlich mündet der Torrente Sugana in den Pesa.

## Geschichte
Dokumente belegen einen Vorgängerbau im Jahre 1019, die heutige, einschiffige Kirche weist hinsichtlich Architektur und Bauschmuck die charakteristischen Merkmale des 12. und 13. Jahrhunderts auf. Der schlichten Fassade war ursprünglich eine Portikus vorgelagert.
Im Inneren der Kirche befand sich neben verschiedenen anderen Kunstwerken eine wertvolle Bildhauerarbeit des Meisters von Cabestany, eines namentlich unbekannten Künstlers des späten 12. Jahrhunderts, dessen Arbeiten vor allem im Roussillon und in Katalonien, aber auch in der Toskana anzutreffen sind. Der Kerzenständer befindet sich heute im Museum von San Casciano. Ebenfalls aus San Giovanni in Sugana stammend und heute im Museo d’Arte Sacra di San Casciano Val di Pesa zu finden sind die Werke Incoronazione della Vergine (Tafelgemälde von Neri di Bicci, 184 cm × 183 cm, um 1476/1481 entstanden) und Sant’Antonio Abate, San Sebastiano e San Rocco con due Angeli von dem Meister von Tavarnelle (Tafelgemälde, 117 cm × 148 cm, um 1510/1515 entstanden).